# Кемерд
Кемерд (перс. کمرد‎) — село на севере Ирана, в остане Тегеран. Входит в состав шахрестана Тегеран. Является частью дехестана (сельского округа) Джаджруд бахша Джаджруд.

## География
Село находится в северо-западной части остана, на расстоянии приблизительно 1 километра (по прямой) к западу от города Пардис, административного центра шахрестана. Абсолютная высота — 1803 метра над уровнем моря.

## Население
По данным переписи 2006 года население села составляло 533 человека (280 мужчин и 253 женщины). В Кемерде насчитывалось 141 домохозяйство. Уровень грамотности населения составлял 74,1 %. Уровень грамотности среди мужчин составлял 76,1 %, среди женщин — 71,9 %.
В 2016 году в селе имелось 220 домохозяйств и проживало 762 человека (384 мужчины и 378 женщин).
Жители являются носителями языка тати.